# 다소 미라주 3
다소 미라주 3(영어: Mirage III)는 단발엔진, 삼각날개를 한 프랑스의 전투기이다. 1956년 11월 17일 초도비행을 했으며, 20개국 이상에 수출되었다.

## 역사
추력 13,700 파운드 엔진 1개를 사용하며, 이는 성능이 향상되어 70년대에는 추력 21,900파운드인 미라주 2000을 개발했다. 다시 개량 끝에 2011년 현재 프랑스 공군의 주력인 미라주 2000은 추력 21,900파운드 엔진을 사용한다.
다소 미라주 III가 1인승 단발엔진 요격기로 1400대나 생산된 것에 비해서, 다소 미라주 IV는 2인승 쌍발엔진 핵폭격기로 60대만 생산되었다.

## 사용국
- 파키스탄 - 87대
- 프랑스 - 348대
- 오스트레일리아 - 116대
- 이스라엘 - 76대
- 스위스 - 60대
- 남아프리카 공화국 - 58대
- 아르헨티나 - 43대
- 브라질 - 32대
- 스페인 - 31대
- 레바논 - 12대
- 베네수엘라 - 7대

## 제원 (Mirage IIIE)
일반 특성
- 승무원: 1
- 길이: 15.03 m (49 ft 3.5 in)
- 날개폭: 8.22 m (26 ft 11 in)
- 높이: 4.5 m (14 ft 9 in)
- 날개면적: 34.85 m² (375 ft²)
- 공허중량: 7,050 kg (15,600 lb)
- 최대이륙중량: 13,500 kg (29,700 lb)
- 엔진: × SNECMA Atar 09C turbojet

성능
- 최대속도: Mach 2.2 (2,350 km/h, 1,460 mph)
- 항속거리: 2,400 km (1,300 NM, 1,500 mi)
- 상승한도: 17,000 m (56,000 ft)
- 상승률: 83.3 m/s (16,400 ft/min)
- 날개하중: 387 kg/m² (79 lb/ft²)

무장
- 기관포: 2× 30 mm (1.18 in) DEFA 552 기관포 각각 125발
- 로켓: 2× Matra JL-100 drop tank/rocket pack, each with 19× SNEB 68 mm 로켓포와 66 갤런 (250 리터)의 연료
- 미사일: 2× AIM-9 사이드와인더 또는 마트라 R550 매직, 그리고 1× R.530, 2× 엑조세 대함 미사일
- 폭탄: 5개 하드포인트에 4,000 kg (8,800 lb)의 폭탄, 정찰포드, 연료통. 프랑스 공군의 미라지 IIIE는 1991년까지 25 kt AN-52 핵폭탄 장착.

## 같이 보기
- 다소 미라주 IV

## 갤러리

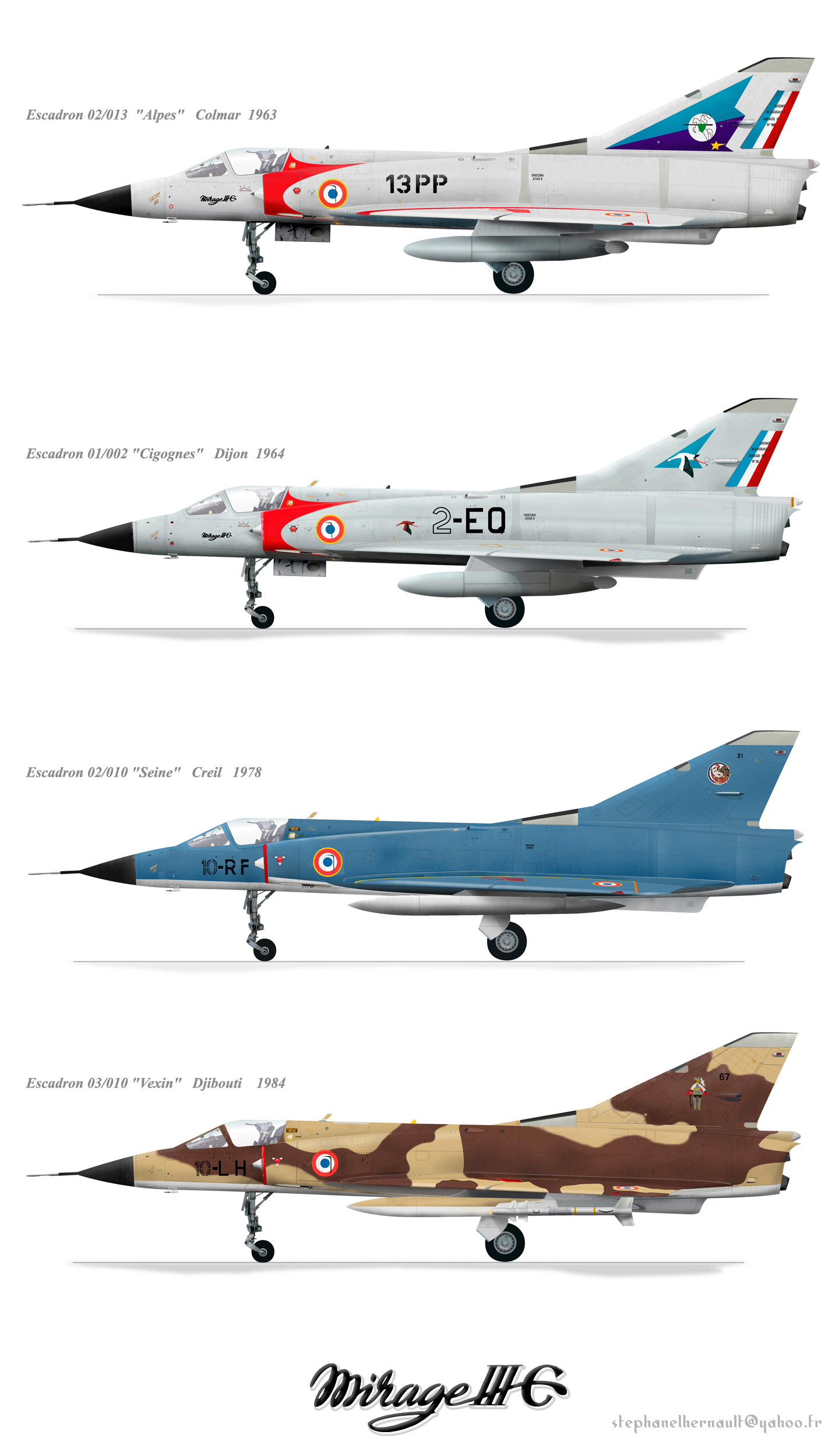
Mirage III C
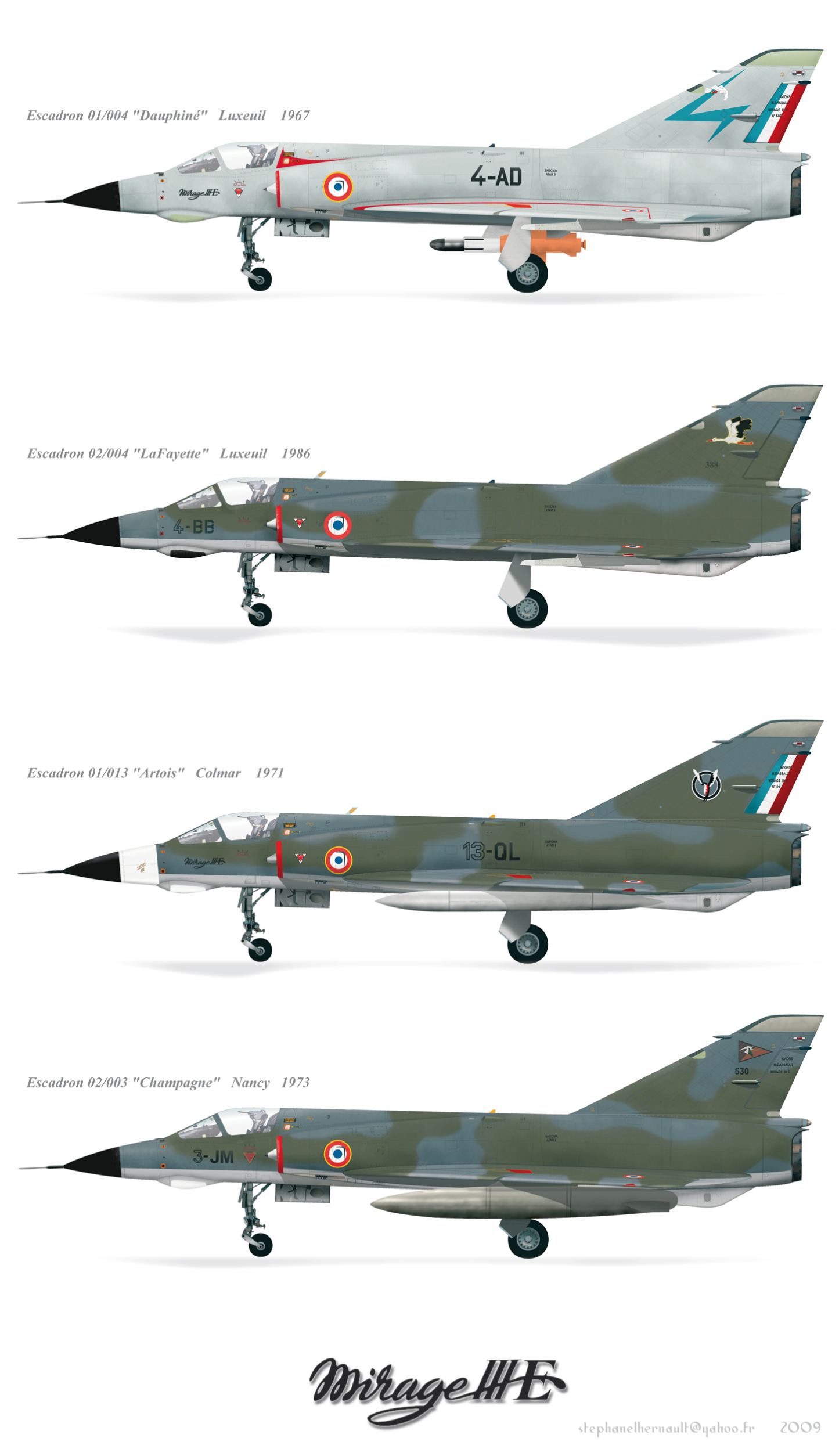
Mirage III E